# 31151 Sajichugaku
31151 Sajichugaku è un asteroide della fascia principale. Scoperto nel 1997, presenta un'orbita caratterizzata da un semiasse maggiore pari a 2,2184403 UA e da un'eccentricità di 0,0730805, inclinata di 5,26123° rispetto all'eclittica.